# Victoria Station (Pinter)
Victoria Station è un'opera teatrale di Harold Pinter che risale al 1982.
La prima si è tenuta il 14 ottobre 1982 al National Theatre di Londra con la regia di Peter Hall.
Quest'opera viene inclusa nel terzo periodo drammaturgico di Pinter, ossia il periodo in cui inizia a celare nei suoi drammi la denuncia politica.

## Trama
Si tratta di una breve pièce (generalmente intorno ai 20 minuti) in cui un centralinista (impersonato nella prima produzione da Paul Rogers) e un tassista, esattamente il 274 (ruolo che fu di Martin Jarvis) dialogano attraverso la radio di servizio. Il tassista deve prelevare un cliente alla Victoria Station di Londra, ma confessa al centralinista di non conoscere questo luogo. La comunicazione tra i due si fa, allora, via via sempre più difficile e conflittuale: 274 resta sempre vago, non riesce neppure a chiarire quale sia la sua posizione in città, mentre il centralinista dal canto suo si altera sempre di più, esasperato dall'atteggiamento distratto e poco collaborativo dell'autista.